# Sapekhburto K'lubi Zest'aponi 2012-2013
Questa voce raccoglie le informazioni riguardanti il Sapekhburto K'lubi Zest'aponi nelle competizioni ufficiali della stagione 2012-2013.

## Stagione
Nella stagione 2012-2013 il Zest'aponi ha disputato la Umaglesi Liga, massima serie del campionato georgiano di calcio, terminando il torneo al quinto posto con 42 punti conquistati in 32 giornate, frutto di 12 vittorie, 6 pareggi e 14 sconfitte. In Sakartvelos tasi è sceso in campo dal secondo turno, venendo subito eliminato dal Chikhura Sachkhere. In UEFA Champions League è stato subito eliminato al secondo turno preliminare dagli azeri del Neftçi Baku.

## Rosa
| N. |                     | Ruolo | Calciatore              |
| -- | ------------------- | ----- | ----------------------- |
| 2  | Georgia (bandiera)  | D     | Teimuraz Ghonghadze     |
| 3  | Georgia (bandiera)  | D     | Tornike Grigalashvili   |
| 5  | Bulgaria (bandiera) | C     | Dimităr Petkov          |
| 6  | Georgia (bandiera)  | D     | Tedore Grigalashvili    |
| 7  | Georgia (bandiera)  | C     | Davit Razhamashvili     |
| 8  | Georgia (bandiera)  | C     | Shota Babunashvili      |
| 9  | Georgia (bandiera)  | C     | Tornike Gorgiashvili    |
| 10 | Algeria (bandiera)  | C     | Mohamed Rekrouk         |
| 11 | Georgia (bandiera)  | A     | Rati Tsinamdzgvrishvili |
| 12 | Georgia (bandiera)  | P     | Roman Turava            |
| 13 | Georgia (bandiera)  | C     | Aleksi Benashvili       |
| 14 | Georgia (bandiera)  | C     | Levan Sharikadze        |
| 17 | Georgia (bandiera)  | C     | Levan Kutalia           |
| 20 | Georgia (bandiera)  | C     | Giorgi Tchankotadze     |
| 21 | Georgia (bandiera)  | C     | Mishiko Sardalishvili   |
| 23 | Spagna (bandiera)   | D     | Oriol Lozano            |
| 26 | Georgia (bandiera)  | C     | Avto Endeladze          |
| 28 | Georgia (bandiera)  | C     | Guram Samushia          |
| 30 | Georgia (bandiera)  | D     | Malkhaz Gagoshidze      |
| 33 | Georgia (bandiera)  | D     | Giorgi Kachkachishvili  |

| N. |                           | Ruolo | Calciatore               |
| -- | ------------------------- | ----- | ------------------------ |
| 37 | Costa d'Avorio (bandiera) | A     | Boti Goa                 |
| 55 | Georgia (bandiera)        | C     | Tornike Aptsiauri        |
| 70 | Georgia (bandiera)        | C     | Vakhtang Tchanturishvili |
| 77 | Serbia (bandiera)         | C     | Igor Jelić               |
| 89 | Georgia (bandiera)        | P     | Roin Kvaskhvadze         |
| 90 | Georgia (bandiera)        | P     | Kakhaber Meshveliani     |
| 99 | Georgia (bandiera)        | A     | Otar Kvernadze           |
|    | Georgia (bandiera)        | P     | Zurab Mamaladze          |
|    | Georgia (bandiera)        | D     | Zaal Eliava              |
|    | Georgia (bandiera)        | D     | Mamuka Kobakhidze        |
|    | Georgia (bandiera)        | C     | Nodar Gachechiladze      |
|    | Georgia (bandiera)        | C     | Luka Guguchia            |
|    | Georgia (bandiera)        | C     | Zurab Menteshashvili     |
|    | Germania (bandiera)       | C     | Patrick Milchraum        |
|    | Georgia (bandiera)        | C     | Davit Mujiri             |
|    | Georgia (bandiera)        | C     | Mirian Robakidze         |
|    | Georgia (bandiera)        | A     | Ilia Kerdzevadze         |
|    | Nigeria (bandiera)        | A     | Abayomi Seun             |
|    | Georgia (bandiera)        | A     | Berdia Sharvadze         |

## Risultati

### UEFA Champions League

#### Secondo turno preliminare
| Arbitro: | Marius Avram |

|                                        |           |  |
| Imamverdiyev 22’ Wobay 24’ Canales 63’ | Marcatori |  |

| Arbitro: | Artyom Kuchin |

|                      |           |                              |
| Mujiri 16’ Dvali 19’ | Marcatori | 22’ Wobay 52’ (rig.) Sadygov |

## Statistiche

### Statistiche di squadra
| Competizione          | Punti | In casa | In casa | In casa | In casa | In casa | In casa | In trasferta | In trasferta | In trasferta | In trasferta | In trasferta | In trasferta | Totale | Totale | Totale | Totale | Totale | Totale | DR |
| Competizione          | Punti | G       | V       | N       | P       | Gf      | Gs      | G            | V            | N            | P            | Gf           | Gs           | G      | V      | N      | P      | Gf     | Gs     | DR |
| --------------------- | ----- | ------- | ------- | ------- | ------- | ------- | ------- | ------------ | ------------ | ------------ | ------------ | ------------ | ------------ | ------ | ------ | ------ | ------ | ------ | ------ | -- |
| Umaglesi Liga         | 42    | 16      | 7       | 3       | 6       | 14      | 15      | 16           | 5            | 6            | 8            | 21           | 23           | 32     | 12     | 6      | 14     | 35     | 38     | -3 |
| Sakartvelos tasi      | -     | 1       | 0       | 0       | 1       | 2       | 3       | 1            | 1            | 0            | 0            | 1            | 0            | 2      | 1      | 0      | 1      | 3      | 3      | 0  |
| UEFA Champions League | -     | 1       | 0       | 1       | 0       | 2       | 2       | 1            | 0            | 0            | 1            | 0            | 3            | 2      | 0      | 1      | 1      | 2      | 5      | -3 |
| Totale                | -     | 18      | 7       | 4       | 7       | 18      | 20      | 18           | 6            | 6            | 9            | 22           | 26           | 36     | 13     | 7      | 16     | 40     | 46     | -6 |